# Minas Novas
Minas Novas è un comune del Brasile nello Stato del Minas Gerais, parte della mesoregione di Jequitinhonha e della microregione di Capelinha.